# Nati il 15 luglio
| Questa pagina contiene informazioni ricavate automaticamente dalle voci biografiche con l'ausilio del template Bio e di un bot. L'aggiornamento è periodico e automatico e ricostruisce completamente la pagina. Se manca una persona in questa lista, sei pregato di non aggiungerla, ma accertati piuttosto che la sua voce biografica contenga il template Bio e che i dati anagrafici siano correttamente compilati. Se il template Bio manca, inseriscilo tu stesso o, in alternativa, metti l'avviso {{tmp\|Bio}} che ne segnala la mancanza. Se i dati riportati sono sbagliati, correggi direttamente la voce biografica; le modifiche saranno visibili in questa lista entro pochi giorni. Per chiarimenti vedi il progetto biografie. La lista contiene solo le 1.184 persone che sono citate nell'enciclopedia e per le quali è stato implementato correttamente il template Bio. Pagina aggiornata al 17 ago 2025. |

## X secolo(1)
- 980 - Ichijō, imperatore giapponese († 1011)

## XIV secolo(2)
- 1353 - Vladimiro il Temerario, principe russo († 1410)
- 1359 - Antonio Correr, cardinale e vescovo cattolico italiano († 1445)

## XV secolo(5)
- 1401 - Giacomina di Hainaut, nobile francese († 1436)
- 1416 - Domenico Dominici, vescovo cattolico e teologo italiano († 1478)
- 1478 - Barbara Jagellona, principessa polacca († 1534)
- 1488 - Juan Álvarez de Toledo, cardinale e arcivescovo cattolico spagnolo († 1557)
- 1490 - Francesco Maria Róndani, pittore italiano († 1550)

## XVI secolo(6)
- 1547 - Lorenzo Usimbardi, politico italiano († 1636)
- 1548 - Giorgio III di Erbach-Breuberg, nobile tedesco († 1605)
- 1552 - Giovanni da San Guglielmo, religioso e presbitero italiano († 1621)
- 1553 - Johann Schweikhard von Kronberg, nobile e arcivescovo cattolico tedesco († 1626)
- 1573 - Inigo Jones, architetto, scenografo e costumista britannico († 1652)
- 1600 - Jan Cossiers, pittore e disegnatore fiammingo († 1671)

## XVII secolo(15)
- 1602 - John Bradshaw, magistrato e politico inglese († 1659)
- 1606 - Rembrandt, pittore e incisore olandese († 1669)
- 1613 - Gu Yanwu, scrittore e filologo cinese († 1682)
- 1615 - Cesare Maria Antonio Rasponi, cardinale italiano († 1675)
- 1622 - Karl Heinrich von Metternich-Winneburg, arcivescovo cattolico tedesco († 1679)
- 1626 - Cristiana di Schleswig-Holstein, contessa danese († 1670)
- 1626 - Edvige Ulfeldt, contessa danese († 1678)
- 1631 - Richard Cumberland, filosofo, scrittore e teologo inglese († 1718)
- 1638 - Giovanni Buonaventura Viviani, violinista e compositore italiano
- 1643 - Henri Arnaud, religioso francese († 1721)
- 1646 - Federico I di Sassonia-Gotha-Altenburg, nobile tedesco († 1691)
- 1664 - Giacomo Francesco Cipper, pittore austriaco († 1736)
- 1670 - Emilio Altieri, II principe di Oriolo, principe italiano († 1721)
- 1689 - Mary Churchill, nobile britannica († 1751)
- 1700 - Johann Christoph Richter, compositore e organista tedesco († 1785)

## XVIII secolo(23)
- 1718 - Alexander Roslin, pittore svedese († 1793)
- 1721 - Salvatore Ventimiglia, arcivescovo cattolico italiano († 1797)
- 1724 - Jean-François de Bastide, commediografo, scrittore e giornalista francese († 1798)
- 1730 - Nicola Colonna di Stigliano, cardinale italiano († 1796)
- 1733 - Gianantonio Della Beretta, vescovo cattolico italiano († 1816)
- 1737 - Luisa Maria di Borbone-Francia, principessa francese († 1787)
- 1738 - Jacques-André Naigeon, letterato, enciclopedista e editore francese († 1810)
- 1740 - Archibald Hamilton, IX duca di Hamilton, nobile e politico scozzese († 1819)
- 1747 - Teresa Margherita Redi, religiosa italiana († 1770)
- 1750 - Francesco Federico di Sassonia-Coburgo-Saalfeld, duca tedesco († 1806)
- 1759 - Girolamo Aprile Benso, vescovo cattolico italiano († 1836)
- 1759 - Giuseppe Brecchi, fantino italiano
- 1770 - Giuseppe Cerbara, medaglista italiano († 1856)
- 1790 - William Henry Playfair, architetto britannico († 1857)
- 1794 - Gabrio Piola, matematico e fisico italiano († 1850)
- 1795 - Luigi Rossi, politico italiano († 1860)
- 1796 - Thomas Bulfinch, scrittore statunitense († 1867)
- 1797 - Pier Alessandro Paravia, letterato, traduttore e mecenate italiano († 1857)
- 1797 - Pietro Ruggeri da Stabello, poeta italiano († 1858)
- 1798 - Aleksandr Michajlovič Gorčakov, politico russo († 1883)
- 1798 - Giampietro Secchi, gesuita, archeologo e filologo italiano († 1856)
- 1799 - Reuben Chapman, politico statunitense († 1882)
- 1800 - Frederick Hervey, II marchese di Bristol, politico britannico († 1864)

## XIX secolo(159)
- 1801 - Giuseppe Segusini, architetto e urbanista italiano († 1876)
- 1804 - Andrea Cittadella Vigodarzere, politico italiano († 1870)
- 1808 - Henry Cole, designer e imprenditore inglese († 1882)
- 1808 - George Peter Alexander Healy, pittore statunitense († 1894)
- 1808 - Henry Edward Manning, cardinale e arcivescovo cattolico britannico († 1892)
- 1809 - Vasilij Stepanovič Zavojko, militare russo († 1898)
- 1810 - Vladimir Andreevič Dolgorukov, generale russo († 1891)
- 1810 - Johann Löwenthal, scacchista britannico († 1876)
- 1810 - Dominique Peccatte, archettaio francese († 1874)
- 1811 - Lampridio Giovanardi, ingegnere e incisore italiano († 1878)
- 1812 - Benno Adam, pittore tedesco († 1892)
- 1812 - James Robert Hope-Scott, politico scozzese († 1873)
- 1812 - Emil von Sydow, militare, geografo e cartografo tedesco († 1873)
- 1814 - Hermann Schacht, farmacista e botanico tedesco († 1864)
- 1815 - Jean-Achille Benouville, pittore francese († 1891)
- 1815 - Enrique Gil y Carrasco, scrittore spagnolo († 1846)
- 1817 - John Fowler, ingegnere inglese († 1898)
- 1817 - Franz Kuhn von Kuhnenfeld, generale austriaco († 1896)
- 1820 - Rosolino Pilo, patriota italiano († 1860)
- 1821 - Gioacchino Limberti, arcivescovo cattolico italiano († 1874)
- 1821 - Constantin von Briesen, politico prussiano († 1877)
- 1822 - François Duilhé de Saint-Projet, presbitero e poeta francese († 1897)
- 1823 - Alessandro d'Assia, nobile († 1888)
- 1824 - George Crum, cuoco statunitense († 1914)
- 1825 - Joseph Carter Abbott, generale e politico statunitense († 1881)
- 1825 - Julius Goltermann, violoncellista e docente tedesco († 1876)
- 1827 - Carl Ludwig Doleschall, aracnologo e entomologo ungherese († 1859)
- 1828 - Raffaele Fiorini, liutaio italiano († 1898)
- 1828 - Francesco Magni, oculista e politico italiano († 1887)
- 1831 - Reinhold Begas, scultore tedesco († 1911)
- 1831 - Salomon Moos, medico tedesco († 1895)
- 1833 - Christian Jank, pittore e architetto tedesco († 1888)
- 1834 - Giuseppe Bandi, patriota, scrittore e giornalista italiano († 1894)
- 1834 - Friedrich von Kenner, archeologo e numismatico austriaco († 1922)
- 1835 - Waller Patton, militare statunitense († 1863)
- 1837 - Stefania di Hohenzollern-Sigmaringen, regina († 1859)
- 1840 - Edilio Raggio, imprenditore e politico italiano († 1906)
- 1841 - Giuseppe Silvestri, mandolinista e compositore italiano († 1921)
- 1843 - Renato De Martino, diplomatico e ambasciatore italiano († 1903)
- 1845 - Maria Teresa d'Asburgo-Teschen, nobildonna austriaca († 1927)
- 1847 - Carlo Sutermeister, imprenditore e ingegnere svizzero († 1918)
- 1848 - Vilfredo Pareto, economista, sociologo e ingegnere italiano († 1923)
- 1849 - Friedrich Schauta, ginecologo austriaco († 1919)
- 1850 - Graziano Appiani, imprenditore e politico italiano († 1920)
- 1850 - Francesca Saverio Cabrini, religiosa, missionaria e educatrice italiana († 1917)
- 1853 - Salomon Bibo, mercante e politico tedesco († 1934)
- 1853 - Camillo Di Sciullo, tipografo e anarchico italiano († 1935)
- 1853 - Marija Ermolova, attrice russa († 1928)
- 1854 - Jacek Malczewski, pittore polacco († 1929)
- 1856 - Charles Frohman, impresario teatrale statunitense († 1915)
- 1857 - Edward Augustus Arnold, editore britannico († 1942)
- 1857 - Léon Thome, cavaliere francese († 1925)
- 1858 - Ludwig Lohner, imprenditore austriaco († 1925)
- 1858 - Emmeline Pankhurst, attivista e politica britannica († 1928)
- 1859 - Carlo Munier, mandolinista e compositore italiano († 1911)
- 1860 - Max von Oppenheim, diplomatico e archeologo tedesco († 1946)
- 1861 - Kliment Bojadžiev, generale bulgaro († 1933)
- 1862 - Thomas Thynne, V marchese di Bath, politico britannico († 1946)
- 1862 - Ernest Troubridge, ammiraglio britannico († 1926)
- 1863 - Marcello Alessio, imprenditore italiano († 1938)
- 1864 - Andrea Graziani, generale italiano († 1931)
- 1864 - Rinaldo Piaggio, imprenditore italiano († 1938)
- 1864 - Marie Tempest, soprano e attrice inglese († 1942)
- 1865 - Alfred Harmsworth, giornalista e editore inglese († 1922)
- 1865 - Cesare Laurenti, ingegnere italiano († 1921)
- 1865 - Wilhelm Wirtinger, matematico austriaco († 1945)
- 1867 - Jean-Baptiste Charcot, esploratore, medico e navigatore francese († 1936)
- 1868 - Luigi Cicconetti, militare e politico italiano († 1945)
- 1870 - Leonid Borisovič Krasin, rivoluzionario, politico e diplomatico russo († 1926)
- 1870 - Oreste Luppi, basso italiano († 1952)
- 1871 - Henryk Arctowski, geologo, meteorologo e esploratore polacco († 1958)
- 1871 - Max Bodenstein, chimico e fisico tedesco († 1942)
- 1871 - Ugo Ojetti, scrittore, critico d'arte e giornalista italiano († 1946)
- 1871 - José Enrique Rodó, scrittore, saggista e politico uruguaiano († 1917)
- 1871 - Jane Vieu, compositrice francese († 1955)
- 1872 - Arsciak Ciobanian, giornalista, critico letterario e drammaturgo armeno († 1954)
- 1872 - Jean Dargassies, ciclista su strada francese († 1965)
- 1872 - Alfred Hertz, direttore d'orchestra tedesco († 1942)
- 1874 - Ben Chimberoff, ginnasta e multiplista statunitense († 1940)
- 1874 - Daniel Krencker, storico dell'architettura e archeologo tedesco († 1941)
- 1874 - Gwyn Nicholls, rugbista a 15 britannico († 1939)
- 1875 - Rudolf Levy, pittore tedesco († 1944)
- 1875 - Gastón Mallet, architetto francese († 1964)
- 1875 - Frank Morgenweck, cestista, allenatore di pallacanestro e dirigente sportivo statunitense († 1941)
- 1877 - George Cornet, pallanuotista britannico († 1952)
- 1877 - Amedeo Obici, imprenditore italiano († 1947)
- 1878 - Anna Coleman Ladd, scultrice statunitense († 1939)
- 1878 - Melbourne Inman, giocatore di snooker inglese († 1951)
- 1878 - Ottilie Metzger-Lattermann, contralto tedesca († 1943)
- 1879 - Roger-Henri-Marie Beaussart, arcivescovo cattolico francese († 1952)
- 1879 - Vincenzo Cimatti, presbitero, educatore e compositore italiano († 1965)
- 1879 - André Six, nuotatore francese († 1915)
- 1879 - Hermann Wraschtil, mezzofondista e siepista austriaco († 1950)
- 1880 - Eugene Charlier, ciclista su strada belga († 1963)
- 1880 - Alessandro Guidoni, generale e aviatore italiano († 1928)
- 1880 - Vladimir Maksimov, attore russo († 1937)
- 1881 - André Dugès, produttore cinematografico e regista francese († 1943)
- 1881 - Manfredo Manfredini, pittore e letterato italiano († 1907)
- 1883 - Joseph Crehan, attore statunitense († 1966)
- 1883 - Louis Lavelle, filosofo francese († 1951)
- 1884 - Giulio Cacciandra, cavaliere italiano († 1971)
- 1884 - Manopakorn Nititada, politico e avvocato thailandese († 1948)
- 1885 - Alessandro Bartolomei, politico, chirurgo e militare italiano
- 1885 - Antonio Cazzaniga, medico italiano († 1973)
- 1885 - Philip Filleul, canottiere britannico († 1974)
- 1885 - Josef Frank, architetto austriaco († 1967)
- 1885 - Leonardo Olschki, filologo italiano († 1961)
- 1885 - Francesco Perri, scrittore e giornalista italiano († 1974)
- 1885 - Francis Pierlot, attore statunitense († 1955)
- 1885 - Arthur Zborzil, tennista austriaco († 1937)
- 1886 - Heinie Conklin, attore statunitense († 1959)
- 1886 - William Edmunds, attore italiano († 1981)
- 1886 - Giuseppe Miroglio, imprenditore italiano († 1979)
- 1886 - Jacques Rivière, critico letterario, pubblicista e romanziere francese († 1925)
- 1886 - Enrique Santos Montejo, giornalista colombiano († 1971)
- 1887 - Ottavio Pastore, giornalista e politico italiano († 1965)
- 1887 - Gavriil Konstantinovič Romanov, nobile russo († 1955)
- 1888 - Nathan Levinson, ingegnere statunitense († 1952)
- 1888 - Timothy McCarthy, esploratore e marinaio irlandese († 1917)
- 1888 - Ernst von Harnack, politico tedesco († 1945)
- 1889 - Fidelio Finzi, direttore di coro e compositore italiano († 1966)
- 1889 - Romolo Lastrucci, generale italiano († 1976)
- 1889 - Marjorie Rambeau, attrice statunitense († 1970)
- 1890 - Nikolaj Vasil'evič Petrov, regista cinematografico russo († 1941)
- 1891 - Charles Harbridge, calciatore inglese († 1980)
- 1891 - Aleksandr Arkad'evič Litvinov, regista cinematografico russo († 1968)
- 1891 - Paolo Monelli, giornalista, scrittore e militare italiano († 1984)
- 1892 - Iti Bacci, politico e dirigente sportivo italiano († 1954)
- 1892 - Thomas Baumgartner, pittore tedesco († 1962)
- 1892 - Walter Benjamin, filosofo e scrittore tedesco († 1940)
- 1892 - Erich Brandenberger, generale tedesco († 1955)
- 1892 - Ugo Ferrero, generale italiano († 1945)
- 1893 - Nurul Amin, politico pakistano († 1974)
- 1893 - Giulio Battiferri, attore italiano († 1973)
- 1893 - Enid Bennett, attrice australiana († 1969)
- 1893 - William Dieterle, regista e attore tedesco († 1972)
- 1893 - Johannes Gerhardus Strijdom, politico sudafricano († 1958)
- 1894 - Hans Hagen, allenatore di calcio e calciatore tedesco († 1957)
- 1895 - Eddy Brown, violinista e insegnante statunitense († 1974)
- 1895 - Hans-Georg von Friedeburg, ammiraglio tedesco († 1945)
- 1895 - Irina Aleksandrovna Romanova, principessa russa († 1970)
- 1896 - Mario Botter, restauratore italiano († 1978)
- 1896 - Galliano Mazzon, pittore italiano († 1978)
- 1897 - Anselmo Ballester, pittore e illustratore italiano († 1974)
- 1897 - Arne Jørgensen, ginnasta danese († 1989)
- 1897 - Ferdinando Rebecchi, calciatore italiano
- 1897 - Alois Rodlauer, aviatore austro-ungarico († 1975)
- 1897 - Viktor Weißenbacher, calciatore tedesco († 1956)
- 1898 - Marian Chodacki, politico e generale polacco († 1975)
- 1898 - Carlo Davies, calciatore italiano
- 1898 - Erik Wilén, ostacolista e velocista finlandese († 1982)
- 1898 - Henry des Abbayes, botanico francese († 1974)
- 1899 - Francesco Casartelli, calciatore e allenatore di calcio italiano († 1991)
- 1899 - Sean Lemass, politico irlandese († 1971)
- 1899 - Seth Plum, calciatore inglese († 1969)
- 1900 - Enrique Cadícamo, poeta e scrittore argentino († 1999)
- 1900 - Luigi Micheluzzi, alpinista italiano († 1976)
- 1900 - Voldemar Rõks, calciatore estone († 1941)
- 1900 - Enrique Serpa, scrittore, giornalista e fotografo cubano († 1968)

## XX secolo(947)
- 1901 - Nicola Abbagnano, filosofo e storico della filosofia italiano († 1990)
- 1901 - Regina Doria, ballerina e coreografa italiana († 1959)
- 1901 - Paulo Leal, schermidore portoghese († 1977)
- 1902 - Oreste Bonomi, politico italiano († 1983)
- 1902 - Raymond Hackett, attore statunitense († 1958)
- 1902 - Bruce Manning, sceneggiatore e produttore cinematografico statunitense († 1965)
- 1902 - Jean Rey, avvocato e politico belga († 1983)
- 1903 - Aldo Pasetti, giornalista e scrittore italiano († 1975)
- 1903 - Erik Sjöqvist, archeologo svedese († 1975)
- 1904 - Rudolf Arnheim, scrittore, storico dell'arte e psicologo tedesco († 2007)
- 1904 - Dorothy Fields, paroliera e compositrice statunitense († 1974)
- 1905 - Raoul Allegri, pittore e grafico italiano († 1969)
- 1905 - Melpō Axiōtī, scrittrice greca († 1973)
- 1905 - Anita Farra, attrice e sceneggiatrice italiana († 1979)
- 1905 - Addie McPhail, attrice statunitense († 2003)
- 1905 - Chaudhry Muhammad Ali, politico pakistano († 1980)
- 1905 - Lino Ricciuti, calciatore italiano († 1983)
- 1905 - Lew Wyld, pistard britannico († 1974)
- 1906 - E. Preston Ames, scenografo statunitense († 1983)
- 1906 - Lorenzo Bellafontana, liutaio italiano († 1979)
- 1906 - Edmund Davies, avvocato e giudice britannico († 1992)
- 1906 - Marie van Heel, olandese († 1997)
- 1906 - Georges Houyvet, calciatore francese († 1998)
- 1906 - Vladimir Pavlovič Kaplunovskij, regista cinematografico sovietico († 1969)
- 1906 - Rudolf Uhlenhaut, ingegnere e progettista tedesco († 1989)
- 1907 - Tito Falconi, aviatore italiano
- 1907 - Shōshin Nagamine, militare, poliziotto e maestro di karate giapponese († 1997)
- 1907 - Mona Rico, attrice messicana († 1994)
- 1907 - Jaromír Skála, calciatore e allenatore di calcio cecoslovacco († 1982)
- 1907 - John West Wells, paleontologo, biologo e geologo statunitense († 1994)
- 1908 - Vincenzo Pastore, militare italiano († 1941)
- 1908 - Elettra Pollastrini, politica italiana († 1990)
- 1908 - Rudolf Seck, militare tedesco († 1974)
- 1908 - Folke K. Skoog, botanico svedese († 2001)
- 1908 - Howard Vernon, attore svizzero († 1996)
- 1908 - Henryk Zygalski, matematico e crittografo polacco († 1978)
- 1909 - Hendrik Casimir, fisico e matematico olandese († 2000)
- 1909 - William Gemmell Cochran, statistico britannico († 1980)
- 1909 - Jean Hamburger, chirurgo, medico e saggista francese († 1992)
- 1909 - Italo Nicoletto, politico e partigiano italiano († 1992)
- 1909 - Georges Verriest, calciatore francese († 1985)
- 1910 - Ronald Binge, compositore e arrangiatore britannico († 1979)
- 1910 - Ginestra Giovene, fisica, divulgatrice scientifica e scrittrice italiana († 1994)
- 1910 - Enrique Guaita, calciatore argentino († 1959)
- 1910 - Ken Lynch, attore statunitense († 1990)
- 1910 - Peter Mehringer, lottatore statunitense († 1987)
- 1910 - Mino Pasquini, cestista e allenatore di pallacanestro italiano († 1981)
- 1910 - Tullio Tedeschi, militare italiano († 1987)
- 1910 - Gérard Verbeke, presbitero e storico della filosofia belga († 2001)
- 1910 - Satsuo Yamamoto, regista giapponese († 1983)
- 1911 - Giovanni Francia, matematico e fisico italiano († 1980)
- 1911 - Robert H. Harris, attore statunitense († 1981)
- 1911 - Ignazio Provenza, presbitero e militare italiano († 1943)
- 1911 - Elio Sasso Sant, canoista italiano († 1997)
- 1911 - Aleksandar Tirnanić, allenatore di calcio e calciatore jugoslavo († 1992)
- 1911 - Joan Valerie, attrice statunitense († 1983)
- 1912 - Mary Carmel Charles, scrittrice australiana († 1999)
- 1912 - Tibor Gallai, matematico ungherese († 1992)
- 1912 - Arthur Krams, scenografo statunitense († 1985)
- 1913 - Stefan Dembicki, calciatore tedesco († 1985)
- 1913 - Mario Finzi, magistrato, pianista e musicista italiano († 1945)
- 1913 - Bernhard Frank, militare tedesco († 2011)
- 1913 - Hammond Innes, scrittore e giornalista inglese († 1998)
- 1913 - Leonida Magnolini, militare italiano († 1943)
- 1913 - Jérôme Louis Rakotomalala, cardinale e arcivescovo cattolico malgascio († 1975)
- 1913 - Abraham Sutzkever, scrittore e poeta israeliano († 2010)
- 1913 - Michiko Tanaka, attrice e cantante giapponese († 1988)
- 1913 - Murvyn Vye, attore statunitense († 1976)
- 1914 - Bira, pilota automobilistico, velista e scultore thailandese († 1985)
- 1914 - Aldo Cibaldi, poeta e pedagogo italiano († 1995)
- 1914 - John Alexander French, militare australiano († 1942)
- 1914 - Josef Miner, pugile tedesco († 1944)
- 1915 - Pietro Bianchi, militare e aviatore italiano († 1943)
- 1915 - Domenico Caloyera, arcivescovo cattolico italiano († 2007)
- 1915 - Dino Fiorini, calciatore italiano († 1944)
- 1915 - Albert Ghiorso, ingegnere statunitense († 2010)
- 1915 - Amedeo Grossi, calciatore italiano
- 1915 - Roosie Hudson, cestista statunitense († 1985)
- 1915 - Hubert Schiffer, prete e gesuita tedesco († 1982)
- 1915 - Píoquinto Soto, cestista messicano († 1982)
- 1915 - Heinz Strelow, giornalista tedesco († 1943)
- 1915 - Lance Tingay, giornalista e scrittore britannico († 1990)
- 1915 - Luigi Tosi, attore italiano († 1989)
- 1915 - David Tree, attore britannico († 2009)
- 1915 - Frankie Yankovic, musicista statunitense († 1998)
- 1916 - Maria Teresa Cassini, aviatrice italiana († 2009)
- 1916 - Alba Maiolini, attrice italiana († 2005)
- 1917 - Robert Conquest, storico inglese († 2015)
- 1917 - Reidar Liaklev, pattinatore di velocità su ghiaccio norvegese († 2006)
- 1918 - Rutilio Baldoni, calciatore italiano († 1972)
- 1918 - Bertram Brockhouse, fisico canadese († 2003)
- 1918 - Manuel Giúdice, allenatore di calcio e calciatore argentino († 1983)
- 1918 - Ranko Hanai, attrice giapponese († 1961)
- 1918 - Knut Holmqvist, tiratore a volo svedese († 2000)
- 1918 - D. F. Jones, scrittore di fantascienza britannico († 1981)
- 1918 - Brenda Milner, neurologa e psicologa canadese
- 1918 - Joan Roberts, attrice statunitense († 2012)
- 1919 - Luigi Ambrosoli, storico italiano († 2002)
- 1919 - Andrea Bosic, attore sloveno († 2012)
- 1919 - Giulio Cattivelli, critico cinematografico e giornalista italiano († 1997)
- 1919 - Sadik Hakim, pianista e compositore statunitense († 1983)
- 1919 - Eve McVeagh, attrice statunitense († 1997)
- 1919 - Iris Murdoch, filosofa e scrittrice irlandese († 1999)
- 1919 - Aldo Parena, calciatore italiano († 2003)
- 1920 - Yoshio Inaba, attore giapponese († 1998)
- 1920 - Ray Minshull, calciatore inglese († 2005)
- 1921 - Henri Colpi, regista e montatore francese († 2006)
- 1921 - Hella Hammid, fotografa statunitense († 1992)
- 1921 - Jean Heywood, attrice britannica († 2019)
- 1921 - Lee Knorek, cestista statunitense († 2003)
- 1921 - Alberico Marrone, militare italiano († 1940)
- 1921 - Robert Bruce Merrifield, biochimico statunitense († 2006)
- 1921 - Virgil Mărdărescu, allenatore di calcio e calciatore rumeno († 2003)
- 1921 - Stuart A. Reiss, scenografo statunitense († 2014)
- 1921 - Guido Spadea, attore italiano († 2013)
- 1921 - Antonio Turconi, calciatore e partigiano italiano († 1945)
- 1922 - Bruno Dominijanni, avvocato e politico italiano († 2004)
- 1922 - Leon Max Lederman, fisico statunitense († 2018)
- 1922 - Enrique Marmentini, cestista cileno († 1996)
- 1922 - Luisa Poselli, attrice e cantante italiana († 2007)
- 1922 - Jean-Pierre Richard, critico letterario francese († 2019)
- 1922 - Frank Wallace, calciatore statunitense († 1979)
- 1923 - Luigi Gatteschi, matematico italiano († 2007)
- 1923 - Eugenio Gerli, architetto e designer italiano († 2013)
- 1923 - Philly Joe Jones, batterista statunitense († 1985)
- 1924 - Peter Armitage, statistico britannico († 2024)
- 1924 - Marianne Bernadotte, filantropa e attrice svedese († 2025)
- 1924 - David Cox, statistico britannico († 2022)
- 1924 - Mílton Medeiros, calciatore brasiliano († 2008)
- 1924 - Peter Partner, storico e giornalista britannico († 2015)
- 1924 - Yaakov Weiss, attivista cecoslovacco († 1947)
- 1925 - Renzo Bartolozzi, calciatore italiano
- 1925 - Antony Carbone, attore statunitense († 2020)
- 1925 - Philip Carey, attore statunitense († 2009)
- 1925 - Paolo Panelli, attore, comico e conduttore televisivo italiano († 1997)
- 1925 - D. A. Pennebaker, regista cinematografico statunitense († 2019)
- 1925 - Cesare Pollastri, liutaio italiano († 1998)
- 1925 - Cord von Restorff, scrittore tedesco († 1991)
- 1925 - Roland Sierens, pallanuotista belga
- 1925 - Jürgen Werner, calciatore tedesco († 2002)
- 1926 - Driss Chraïbi, scrittore marocchino († 2007)
- 1926 - Leopoldo Galtieri, generale e politico argentino († 2003)
- 1926 - Raymond Gosling, medico britannico († 2015)
- 1926 - Louis LaRasso, mafioso statunitense († 1991)
- 1926 - Albert Popwell, attore statunitense († 1999)
- 1926 - Beatriz Segall, attrice brasiliana († 2018)
- 1926 - Elliot Griffin Thomas, vescovo cattolico statunitense († 2019)
- 1927 - Håkon Brusveen, biatleta e fondista norvegese († 2021)
- 1927 - Luis Dávila, attore argentino († 1998)
- 1927 - Massimo Inardi, medico, parapsicologo e personaggio televisivo italiano († 1993)
- 1927 - Ann Jellicoe, drammaturga e regista teatrale britannica († 2017)
- 1927 - Bob Noorda, grafico olandese († 2010)
- 1927 - Leo Rossi, pallanuotista brasiliano († 2011)
- 1927 - Joe Turkel, attore statunitense († 2022)
- 1927 - Carmen Zapata, attrice statunitense († 2014)
- 1927 - Leo Zeferetti, politico statunitense († 2018)
- 1928 - Pál Benkő, scacchista e compositore di scacchi ungherese († 2019)
- 1928 - Duilio Courir, critico musicale italiano († 2010)
- 1928 - Elmer George, pilota automobilistico statunitense († 1976)
- 1928 - Carlo Lenci, calciatore italiano († 2000)
- 1928 - Vittoria Michitto, italiana
- 1928 - Alberto Pigaiani, sollevatore italiano († 2003)
- 1928 - Tom Troupe, attore statunitense († 2025)
- 1928 - Carl Woese, biologo statunitense († 2012)
- 1929 - Ignacio Azkarate, calciatore spagnolo
- 1929 - Rhoda Bulter, poetessa e scrittrice britannica († 1994)
- 1929 - Charles Anthony Caruso, tenore statunitense († 2012)
- 1929 - Francis Bebey, artista, musicista e scrittore camerunese († 2001)
- 1929 - Royes Fernandez, ballerino statunitense († 1980)
- 1929 - Giuseppe Guerreschi, pittore italiano († 1985)
- 1929 - Tarcisio Pisani, vescovo cattolico italiano († 1994)
- 1929 - Ian Stewart, pilota automobilistico britannico († 2017)
- 1930 - Aglaé Ernesta Giorgio, cestista brasiliana († 2006)
- 1930 - Enrique Ávila, attore spagnolo († 2017)
- 1930 - Giuseppe Bortolotti, calciatore e allenatore di calcio italiano († 2011)
- 1930 - Jacques Derrida, filosofo e saggista francese († 2004)
- 1930 - Vladimir Kuzin, fondista sovietico († 2007)
- 1930 - Alberto Michelotti, calciatore e arbitro di calcio italiano († 2022)
- 1930 - Gennadij Ivanovič Poloka, regista sovietico († 2014)
- 1930 - Stephen Smale, matematico e attivista statunitense
- 1930 - Donald Steiner, biochimico statunitense († 2014)
- 1930 - Arturo Zavattini, fotografo e direttore della fotografia italiano
- 1931 - Chu Yung-kwang, calciatore sudcoreano († 1982)
- 1931 - Clive Cussler, scrittore statunitense († 2020)
- 1931 - Leon Greene, attore e basso britannico († 2021)
- 1931 - Hector Hogan, velocista australiano († 1960)
- 1931 - Alessandro Maggiolini, vescovo cattolico e teologo italiano († 2008)
- 1931 - Joanna Merlin, attrice statunitense († 2023)
- 1931 - Eugène N'Jo Léa, calciatore francese († 2006)
- 1931 - Paolo Toldo, generale italiano († 2020)
- 1932 - Giuseppe Ferrara, regista, sceneggiatore e critico cinematografico italiano († 2016)
- 1932 - Charles H. Kraft, antropologo e linguista statunitense
- 1932 - Eddie Machen, pugile statunitense († 1972)
- 1932 - Giovanna Pala, attrice italiana
- 1932 - Nina Van Pallandt, attrice e cantante danese
- 1933 - Julian Bream, chitarrista e liutista britannico († 2020)
- 1933 - Guido Crepax, fumettista italiano († 2003)
- 1933 - John Hopfield, fisico statunitense
- 1933 - Alicja Miguła, cestista polacca († 2013)
- 1934 - Boris Batanov, calciatore e allenatore di calcio sovietico († 2004)
- 1934 - Harrison Birtwistle, compositore e clarinettista inglese († 2022)
- 1934 - Brunetto Chiarelli, antropologo italiano
- 1934 - Enrique Mateos, calciatore e allenatore di calcio spagnolo († 2001)
- 1934 - Leo Paquette, chimico statunitense († 2019)
- 1935 - Johan Bergenstråhle, regista e sceneggiatore svedese († 1995)
- 1935 - Mohamed Choukri, scrittore marocchino († 2003)
- 1935 - Gianni Garko, attore italiano
- 1935 - Alex Karras, giocatore di football americano, wrestler e attore statunitense († 2012)
- 1935 - Ken Kercheval, attore statunitense († 2019)
- 1935 - Robert Kotei, politico, generale e altista ghanese († 1979)
- 1935 - Rudolf Kozłowski, sollevatore polacco
- 1935 - Sylvio dos Santos, nuotatore e pallanuotista brasiliano († 2016)
- 1936 - Pierre Barret, scrittore francese
- 1936 - Larry Cohen, regista, sceneggiatore e produttore cinematografico statunitense († 2019)
- 1936 - Steven Gilborn, attore statunitense († 2009)
- 1936 - Edilberto Righi, ex calciatore argentino
- 1936 - George Voinovich, politico statunitense († 2016)
- 1936 - Tadeusz Walasek, pugile polacco († 2011)
- 1937 - Adriano Coduri, ex calciatore svizzero
- 1937 - Alessandro Criscuolo, magistrato italiano († 2020)
- 1937 - Piero Gallo, presbitero e missionario italiano
- 1937 - Demir Gökgöl, attore turco († 2012)
- 1937 - Anthony Lamb, botanico britannico († 2024)
- 1937 - Enrico Majoli, incisore italiano († 2002)
- 1937 - Fernando Mendes, allenatore di calcio e calciatore portoghese († 2016)
- 1937 - Eileen Ward Petersen, nuotatrice danese
- 1937 - Amparo Valle, attrice e regista teatrale spagnola († 2016)
- 1938 - Silvio Fagiolo, diplomatico italiano († 2011)
- 1938 - Enrique Figuerola, ex velocista cubano
- 1938 - Barry Goldwater Jr., politico statunitense
- 1938 - Roberto Luise, ex rugbista a 15 italiano
- 1938 - Andy McEvoy, calciatore irlandese († 1994)
- 1938 - Gianfranco Rocelli, politico italiano
- 1938 - Luis Suárez, calciatore argentino († 2005)
- 1939 - Angelina Bizzarro, ex cestista brasiliana
- 1939 - Wolfram Baentsch, giornalista tedesco
- 1939 - Albano Bufalini, attore, cabarettista e mimo italiano
- 1939 - Aníbal Cavaco Silva, politico portoghese
- 1939 - Kolouei O'Brien, politico neozelandese († 2015)
- 1939 - Reg Pridmore, pilota motociclistico britannico
- 1939 - Patrick Wayne, attore statunitense
- 1939 - Rodolfo Zich, ingegnere e dirigente d'azienda italiano († 2023)
- 1940 - Víctor Boulanger, ex calciatore peruviano
- 1940 - Raffaello Morelli, politico italiano
- 1941 - Archie Clark, ex cestista statunitense
- 1941 - Giorgio De Stefano, mafioso italiano († 1977)
- 1941 - Rodolfo Fogwill, sociologo e scrittore argentino († 2010)
- 1941 - Vicente Guillot, ex calciatore spagnolo
- 1942 - Frank Clarke, calciatore inglese († 2022)
- 1942 - Vivian Malone Jones, attivista statunitense († 2005)
- 1942 - Mil Máscaras, ex wrestler e attore messicano
- 1942 - Nello Rossati, regista e sceneggiatore italiano († 2009)
- 1942 - George Edward Stanley, scrittore statunitense († 2011)
- 1943 - Michael Asher, artista statunitense († 2012)
- 1943 - Jocelyn Bell, astrofisica britannica
- 1943 - Bill Dinwiddie, cestista statunitense († 2023)
- 1943 - Marina Martelli Cristofani, archeologa italiana († 2023)
- 1943 - Evan Williams, calciatore scozzese († 2025)
- 1943 - Michail Želev, siepista bulgaro († 2021)
- 1944 - Tullio Abbate, imprenditore e pilota motonautico italiano († 2020)
- 1944 - Han Myeong-seok, ex schermidore sudcoreano
- 1944 - Millie Jackson, cantante statunitense
- 1944 - Héctor Morales, calciatore e allenatore di calcio ecuadoriano († 1993)
- 1944 - Trygve Retvik, artista norvegese
- 1944 - Rudi Sailer, ex sciatore alpino austriaco
- 1944 - Moriano Tampucci, calciatore italiano († 2013)
- 1945 - Stanislav Bojadžiev, cestista e allenatore di pallacanestro bulgaro († 2020)
- 1945 - David Arthur Granger, politico guyanese
- 1945 - Torgeir Hauge, ex calciatore norvegese
- 1945 - Mack Porter, cantante ghanese († 2013)
- 1945 - Matthew Robbins, sceneggiatore, regista e produttore cinematografico statunitense
- 1945 - Shatrughan Sinha, attore e politico indiano
- 1945 - Jan-Michael Vincent, attore statunitense († 2019)
- 1946 - Hassanal Bolkiah, sultano bruneiano
- 1946 - Pietro Di Muccio, politico e saggista italiano
- 1946 - Dieter Herzog, ex calciatore tedesco occidentale
- 1946 - Achim Mentzel, cantante e conduttore televisivo tedesco († 2016)
- 1946 - Joseph Miró, politico statunitense
- 1946 - Nando Paduano, cantante italiano († 2015)
- 1946 - Natal'ja Pečënkina, ex velocista sovietica
- 1946 - Andy Pyle, bassista britannico
- 1946 - Linda Ronstadt, cantante, compositrice e attrice statunitense
- 1946 - Laura Rossouw, ex tennista sudafricana
- 1946 - Andreej Zuczkowski, ex calciatore italiano
- 1947 - Peter Banks, chitarrista britannico († 2013)
- 1947 - Lydia Davis, scrittrice statunitense
- 1947 - Matayoshi Eiki, scrittore giapponese
- 1947 - Roky Erickson, cantante, compositore e chitarrista statunitense († 2019)
- 1947 - Francesco Matrone, mafioso italiano († 2023)
- 1947 - Pamela Myers, attrice statunitense
- 1947 - Hugh G. M. Williamson, teologo inglese
- 1948 - Giuseppe Alveti, politico italiano
- 1948 - Enriqueta Basilio, velocista e ostacolista messicana († 2019)
- 1948 - Nicolae Dabija, poeta, scrittore e politico moldavo († 2021)
- 1948 - Richard Franklin, regista, produttore cinematografico e sceneggiatore australiano († 2007)
- 1948 - Tom Leonard, ex tennista statunitense
- 1948 - Yves Mariot, calciatore francese († 2000)
- 1948 - Nedo Lorenzo Poli, politico italiano († 2021)
- 1948 - Artimus Pyle, batterista statunitense
- 1948 - Enrique Regüeiferos, pugile cubano († 2002)
- 1948 - Patrice Rio, ex calciatore francese
- 1948 - Twinkle, cantautrice britannica († 2015)
- 1948 - Bruna Rossi, ex tuffatrice italiana
- 1948 - Anne Sinclair, giornalista, conduttrice televisiva e dirigente d'azienda statunitense
- 1948 - Józef Wesołowski, arcivescovo cattolico polacco († 2015)
- 1949 - Mohammed bin Rashid Al Maktum, sovrano, politico e imprenditore emiratino
- 1949 - Carl Bildt, politico e diplomatico svedese
- 1949 - Günter Figal, filosofo tedesco († 2024)
- 1949 - Lin Gamble, ex cestista statunitense
- 1949 - Jimmy Hibbert, scrittore, attore e doppiatore inglese
- 1949 - Trevor Horn, cantante, bassista e tastierista britannico
- 1949 - Peter Navarro, economista e funzionario statunitense
- 1949 - Egon Rusina, pittore e illustratore italiano
- 1950 - Nicola Carlesi, politico italiano († 2014)
- 1950 - Sándor Egervári, allenatore di calcio e ex calciatore ungherese
- 1950 - Tony Esposito, musicista, cantautore e percussionista italiano
- 1950 - Luis Augusto García, allenatore di calcio e ex calciatore colombiano
- 1950 - Arianna Huffington, giornalista e scrittrice greca
- 1950 - Ivo Miro Jović, politico bosniaco
- 1950 - Lansana Kouyaté, politico guineano
- 1950 - Geoffrey Richardson, polistrumentista, compositore e produttore discografico britannico
- 1950 - Antonino Saitta, politico italiano
- 1950 - Uwe Unterwalder, ex pistard tedesco
- 1951 - Marzio Breda, giornalista e saggista italiano
- 1951 - Dušan Herda, ex calciatore cecoslovacco
- 1951 - Gregory Isaacs, cantante giamaicano († 2010)
- 1951 - Jesse Ventura, politico, attore e ex wrestler statunitense
- 1952 - Alejandro Abascal, ex velista spagnolo
- 1952 - Saverio Bellomo, filologo e italianista italiano († 2018)
- 1952 - Lesley Charles, ex tennista britannica
- 1952 - John Cleland, pilota automobilistico britannico
- 1952 - Edwin Farrugia, ex calciatore maltese
- 1952 - Celia Imrie, attrice britannica
- 1952 - Yuriko Koike, politica giapponese
- 1952 - Jill Long Thompson, politica statunitense
- 1952 - Joachim Müller, allenatore di calcio e ex calciatore tedesco orientale
- 1952 - Allen Murphy, ex cestista statunitense
- 1952 - Terry O'Quinn, attore statunitense
- 1952 - David Pack, cantante, chitarrista e produttore discografico statunitense
- 1952 - Pierluigi Pairetto, ex arbitro di calcio italiano
- 1952 - Milan Radović, ex calciatore jugoslavo
- 1952 - Ileana Ros-Lehtinen, politica statunitense
- 1952 - John Stallworth, ex giocatore di football americano statunitense
- 1952 - Johnny Thunders, cantante, chitarrista e paroliere statunitense († 1991)
- 1953 - Alan Ainscow, ex calciatore inglese
- 1953 - Jean-Bertrand Aristide, politico haitiano
- 1953 - Neda Arnerić, attrice e politica serba († 2020)
- 1953 - Norton Barnhill, ex cestista statunitense
- 1953 - Alicia Bridges, cantante statunitense
- 1953 - Tuanku Haminah Hamidun, sovrana malese
- 1953 - Giordano Cinquetti, allenatore di calcio e ex calciatore italiano
- 1953 - Michaël Dudok de Wit, regista, sceneggiatore e animatore olandese
- 1953 - Cathy Larmouth, modella statunitense († 2007)
- 1953 - Even Pellerud, allenatore di calcio e ex calciatore norvegese
- 1953 - Stefano Salvi, personaggio televisivo e giornalista italiano
- 1953 - Galina Savinkova, ex discobola sovietica
- 1953 - Martin Vidović, arcivescovo cattolico croato
- 1953 - Stefano Zuccherini, sindacalista e politico italiano († 2021)
- 1954 - Stefano Ardito, scrittore, alpinista e regista italiano
- 1954 - Alberto Bovo, architetto e designer italiano
- 1954 - Candace Cable, ex sciatrice alpina e ex atleta paralimpica statunitense
- 1954 - Tarak Dhiab, ex calciatore tunisino
- 1954 - Dee D. Jackson, cantante, musicista e produttrice discografica britannica
- 1954 - Geōrgios Kaminīs, politico greco
- 1954 - Mario Kempes, ex calciatore, allenatore di calcio e commentatore televisivo argentino
- 1954 - Andrzej Tadeusz Kijowski, critico letterario, poeta e giornalista polacco
- 1954 - Maria Lea Pedini, politica e diplomatica sammarinese
- 1954 - Gesualdo Piacenti, allenatore di calcio e ex calciatore italiano
- 1954 - Domenico Siniscalco, economista e banchiere italiano
- 1955 - John H. Cox, politico e imprenditore statunitense
- 1955 - Maciej Dejczer, regista cinematografico, sceneggiatore e regista televisivo polacco
- 1955 - Franc Knez, alpinista sloveno († 2017)
- 1955 - Jouko Lindstedt, linguista e esperantista finlandese
- 1955 - Richard Priestman, ex arciere britannico
- 1955 - Mara Scagni, politica italiana
- 1955 - Dževad Šećerbegović, ex calciatore jugoslavo
- 1955 - Santiago Jaime Silva Retamales, vescovo cattolico cileno
- 1955 - Richard Washington, ex cestista statunitense
- 1956 - Juan de la Cruz Barros Madrid, vescovo cattolico cileno
- 1956 - Alex Boegschoten, ex pallanuotista olandese
- 1956 - Ian Curtis, cantautore britannico († 1980)
- 1956 - Ramón Díaz Eterovic, scrittore e poeta cileno
- 1956 - Alex Hagelsteens, ex mezzofondista e maratoneta belga
- 1956 - Emmanuel Kundé, calciatore camerunese († 2025)
- 1956 - Tito Malcolm, ex cestista panamense
- 1956 - Midori Matsushima, politica giapponese
- 1956 - Marcel Pérès, organista e cantante francese
- 1956 - Frank Pé, fumettista belga
- 1956 - Marky Ramone, batterista statunitense
- 1956 - Lucrezia Ricchiuti, politica italiana
- 1956 - Joe Satriani, chitarrista, compositore e cantautore statunitense
- 1956 - Toshihiko Seko, ex maratoneta giapponese
- 1956 - Ashoke Sen, fisico indiano
- 1957 - Paolo Arrigoni, politico italiano († 2022)
- 1957 - Stanislao Di Piazza, politico italiano
- 1957 - Michael Jackson, ex giocatore di football americano statunitense
- 1957 - Radamés Lattari, allenatore di pallavolo brasiliano
- 1957 - Craig Martin, allenatore di calcio e ex calciatore canadese
- 1957 - Carlo Verdelli, giornalista italiano
- 1957 - Kristján Þór Júlíusson, politico islandese
- 1958 - Austin Hayes, calciatore irlandese († 1986)
- 1958 - Ioan Mang, politico rumeno
- 1958 - Francesco Pionati, politico e giornalista italiano
- 1958 - Mac Thornberry, politico statunitense
- 1958 - Paolo Treu, ammiraglio italiano
- 1958 - Elizabeth Yianni-Georgiou, truccatrice britannica
- 1959 - Enrico Di Troia, attore e doppiatore italiano
- 1959 - Anne Fontaine, attrice e regista lussemburghese
- 1959 - Stefano Garuti, allenatore di calcio e ex calciatore italiano
- 1959 - Damiano Giulio Guzzetti, vescovo cattolico e missionario italiano
- 1959 - Jelena Lengold, scrittrice, poetessa e giornalista serba
- 1959 - Vincent Lindon, attore francese
- 1959 - Stefano Mensurati, giornalista, scrittore e conduttore radiofonico italiano
- 1959 - Giovanni Pitruzzella, giurista e docente italiano
- 1959 - Patrick Timsit, attore, regista e comico francese
- 1960 - Willie Aames, attore, regista e produttore televisivo statunitense
- 1960 - Kim Alexis, supermodella statunitense
- 1960 - Luisa De Cola, chimica italiana
- 1960 - Annichen Kringstad, orientista svedese
- 1960 - Diana Lama, scrittrice italiana
- 1960 - Mihail Majearu, ex calciatore rumeno
- 1960 - Andrea Merlotti, politico italiano († 2002)
- 1960 - Umberto Petrin, pianista italiano
- 1960 - Chris Stewart, politico e militare statunitense
- 1961 - Ken Austin, ex cestista statunitense
- 1961 - David Cicilline, politico e avvocato statunitense
- 1961 - Umberto D'Ottavio, politico italiano
- 1961 - Lolita Davidovich, attrice canadese
- 1961 - Gian Luca Galletti, politico italiano
- 1961 - Jean-Christophe Grangé, giornalista, scrittore e sceneggiatore francese
- 1961 - Ravshan Haydarov, allenatore di calcio e ex calciatore uzbeko
- 1961 - Masaru Kitao, animatore giapponese
- 1961 - Michele Lupo, scrittore italiano
- 1961 - Chris McNealy, ex cestista statunitense
- 1961 - Scott Ritter, ex militare statunitense
- 1961 - Forest Whitaker, attore, regista e produttore cinematografico statunitense
- 1962 - Iain Dale, editore, editorialista e conduttore radiofonico britannico
- 1962 - Gina Dowding, politica britannica
- 1962 - Nikos Filippou, ex cestista greco
- 1962 - Michelle Ford, ex nuotatrice australiana
- 1962 - William N'Jo Léa, ex calciatore francese
- 1962 - Abdelkebir Ouaddar, cavaliere marocchino
- 1962 - Martin Roach, attore e doppiatore canadese
- 1962 - Glen Edward Rogers, serial killer statunitense († 2025)
- 1962 - Nahoko Uehashi, scrittrice e antropologa giapponese
- 1963 - Giorgio Bozzo, produttore discografico, autore televisivo e commediografo italiano
- 1963 - Andrea Cavinato, ex rugbista a 15, allenatore di rugby a 15 e dirigente sportivo italiano
- 1963 - Toshihiro Kawamoto, animatore giapponese
- 1963 - Philippe Le Sourd, direttore della fotografia francese
- 1963 - Brigitte Nielsen, attrice, modella e conduttrice televisiva danese
- 1963 - Mike Strum, giocatore di curling statunitense
- 1963 - Steve Thomas, ex hockeista su ghiaccio canadese
- 1963 - Santiago Valladares, allenatore di calcio a 5 e ex giocatore di calcio a 5 spagnolo
- 1964 - Diego Basso, direttore d'orchestra italiano
- 1964 - The Boogeyman, wrestler statunitense
- 1964 - John Brzenk, sportivo statunitense
- 1964 - Franco Dal Mas, politico italiano
- 1964 - Alain Guiraudie, regista, sceneggiatore e scrittore francese
- 1964 - Galyn Görg, attrice, showgirl e cantante statunitense († 2020)
- 1964 - Shari Headley, attrice e ex modella statunitense
- 1964 - Kenji Komata, ex calciatore giapponese
- 1964 - Vladimir Soria, ex calciatore boliviano
- 1964 - Zhang Xiaowen, ex calciatore cinese
- 1965 - Ol'ga Evkova, ex cestista sovietica
- 1965 - Jean-Marc Ithier, ex calciatore mauriziano
- 1965 - Hartwig Löger, politico e ex dirigente d'azienda austriaco
- 1965 - David Miliband, politico britannico
- 1965 - Yasutoshi Miura, allenatore di calcio e ex calciatore giapponese
- 1965 - Ildikó Stréhli, bobbista ungherese
- 1965 - Jean-Philippe Séchet, ex calciatore francese
- 1965 - Rob White, ingegnere britannico
- 1966 - Claudio Alcívar, ex calciatore ecuadoriano
- 1966 - Mario Avagliano, storico e saggista italiano
- 1966 - Jason Bonham, batterista britannico
- 1966 - Amanda Foreman, attrice statunitense
- 1966 - Gary Glasberg, scrittore e produttore televisivo statunitense († 2016)
- 1966 - Irène Jacob, attrice francese
- 1966 - Martin Ling, allenatore di calcio e ex calciatore inglese
- 1966 - Dan Lipinski, politico statunitense
- 1966 - Petăr Mihtarski, allenatore di calcio e ex calciatore bulgaro
- 1966 - Masatoshi Nagase, attore e doppiatore giapponese
- 1966 - Kristoff St. John, attore statunitense († 2019)
- 1967 - Marina Brogi, economista italiana
- 1967 - Des Hazel, ex calciatore nevisiano
- 1967 - Carnell Lake, ex giocatore di football americano e allenatore di football americano statunitense
- 1967 - Adam Savage, conduttore televisivo statunitense
- 1968 - Primož Bačar, ex cestista sloveno
- 1968 - Leticia Calderón, attrice messicana
- 1968 - Rosalinda Celentano, attrice e cantante italiana
- 1968 - Manuela Doriani, conduttrice radiofonica, disc jockey e scrittrice spagnola
- 1968 - Rune Gjerde, ex calciatore norvegese
- 1968 - Eddie Griffin, attore statunitense
- 1968 - John Joseph Kennedy, arcivescovo cattolico e teologo irlandese
- 1968 - Stan Kirsch, attore e regista statunitense († 2020)
- 1968 - James Martin, ex cestista statunitense
- 1968 - Shirley Robertson, velista britannica
- 1969 - Edgar Borges Olivera, ex calciatore uruguaiano
- 1969 - Peter Ciavaglia, ex hockeista su ghiaccio statunitense
- 1969 - John Crotty, ex cestista statunitense
- 1969 - Maria Beatrice De Santis, ex cestista italiana
- 1969 - Jacob Derwig, attore olandese
- 1969 - Sarah Koenig, giornalista e conduttrice radiofonica statunitense
- 1969 - Edwin Mulandu, vescovo cattolico zambiano
- 1969 - Mads Mørch, ex sciatore alpino norvegese
- 1969 - Anatoli Nankov, allenatore di calcio e ex calciatore bulgaro
- 1969 - Lorenzo Williams, ex cestista statunitense
- 1969 - Chris Wyse, bassista statunitense
- 1970 - Mohamad al-Arefe, teologo saudita
- 1970 - Chi Cheng, bassista statunitense († 2013)
- 1970 - Kelly Sue DeConnick, fumettista statunitense
- 1970 - Ginevra Di Marco, cantante italiana
- 1970 - Tony Dorsey, ex cestista statunitense
- 1970 - DJ Hype, disc jockey e musicista inglese
- 1970 - Christina Finger, attrice tedesca
- 1970 - Stephen Howard, ex cestista statunitense
- 1970 - Amir Katz, ex cestista israeliano
- 1970 - Aidas Preikšaitis, ex calciatore lituano
- 1970 - Miguel Rodrigo, allenatore di calcio a 5 e ex giocatore di calcio a 5 spagnolo
- 1970 - Tiziana Sensi, regista e attrice italiana
- 1970 - Pavel Vízner, ex tennista ceco
- 1971 - Sandon Berg, produttore cinematografico e sceneggiatore statunitense
- 1971 - Cláudia Maria Pastor, ex cestista brasiliana
- 1971 - Aleksandǎr Delčev, scacchista bulgaro
- 1971 - Ernest Dye, ex giocatore di football americano statunitense
- 1971 - Daniel Lapaine, attore australiano
- 1971 - Danijela Martinović, cantante croata
- 1971 - Jonathan Noyce, bassista inglese
- 1971 - Jesús Olalla, ex pallamanista spagnolo
- 1971 - Jim Rash, attore, comico e sceneggiatore statunitense
- 1971 - Piret Raud, scrittrice e illustratrice estone
- 1971 - Akira Yanagawa, pilota motociclistico giapponese
- 1972 - Henryk Bałuszyński, allenatore di calcio e calciatore polacco († 2012)
- 1972 - Cristina Battocletti, giornalista e scrittrice italiana
- 1972 - Liza Colón-Zayas, attrice e drammaturga statunitense
- 1972 - Alessandro De Pol, ex cestista e allenatore di pallacanestro italiano
- 1972 - Rickey Dudley, ex giocatore di football americano statunitense
- 1972 - Scott Foley, attore statunitense
- 1972 - Ivana Gargiulo, scenografa italiana
- 1972 - Osmin Hernández, ex calciatore cubano
- 1972 - Lee Eun-kyung, ex arciera sudcoreana
- 1972 - Gianpaolo Mondini, ex ciclista su strada italiano
- 1972 - Khalid Reeves, ex cestista e allenatore di pallacanestro statunitense
- 1972 - Natal'ja Sadova, ex discobola russa
- 1972 - Yao Defen, cinese († 2012)
- 1973 - Buju Banton, cantante giamaicano
- 1973 - Pietro Bianchi, ex cestista italiano
- 1973 - John Dolmayan, batterista statunitense
- 1973 - Brian Austin Green, attore, produttore televisivo e produttore cinematografico statunitense
- 1973 - Giuliano Pannuti, scenografo italiano
- 1973 - Elisa Pirro, politica italiana
- 1973 - Jérémie Rhorer, clavicembalista, compositore e direttore d'orchestra francese
- 1973 - Fabio Rinaldi, mezzofondista e maratoneta italiano
- 1973 - Glenn Sekunda, ex cestista statunitense
- 1973 - Hassani Shapi, attore keniano († 2024)
- 1973 - Alessandro Soresini, batterista italiano († 2017)
- 1973 - Paolo Tessari, pilota motociclistico italiano
- 1973 - Donald Willis, ex giocatore di football americano statunitense
- 1973 - Yasemin Şamdereli, attrice, sceneggiatrice e regista tedesca
- 1974 - Denis Valentinovič Berezovskij, ammiraglio russo
- 1974 - Nicolae Butacu, ex nuotatore rumeno
- 1974 - Massimiliano Giacobbo, ex calciatore italiano
- 1974 - Seth Gordon, regista, produttore cinematografico e montatore statunitense
- 1974 - Takashi Hirano, ex calciatore giapponese
- 1974 - Stephen O'Malley, musicista statunitense
- 1974 - Ousmane Sonko, politico senegalese
- 1974 - Óscar Yebra, ex cestista spagnolo
- 1975 - Daniel Andrada, arrampicatore spagnolo
- 1975 - Sa'id Bahaji, ingegnere e terrorista tedesco
- 1975 - Cherry, ex wrestler statunitense
- 1975 - Jill Halfpenny, attrice e cantante britannica
- 1975 - Kim Kyong-hun, ex taekwondoka sudcoreano
- 1975 - Aitor Kintana, ex ciclista su strada spagnolo
- 1975 - Serhij Lebid', mezzofondista ucraino
- 1975 - Ben Pepper, ex cestista australiano
- 1975 - Žydrūnas Savickas, strongman e powerlifter lituano
- 1976 - Marianna Barelli, ex canottiera italiana
- 1976 - Sandris Bērziņš, ex slittinista lettone
- 1976 - Héctor Canjura, ex calciatore salvadoregno
- 1976 - Marco Di Vaio, dirigente sportivo e ex calciatore italiano
- 1976 - Mohammad Ali Falahatinejad, sollevatore iraniano († 2017)
- 1976 - Gabriel Iglesias, comico e doppiatore statunitense
- 1976 - Jim Jones, rapper statunitense
- 1976 - Juan Francisco García García, allenatore di calcio e ex calciatore spagnolo
- 1976 - Diane Kruger, attrice e modella tedesca
- 1976 - Jana Lichnerová, ex cestista slovacca
- 1976 - Nicolle Payne, pallanuotista statunitense
- 1977 - Rachele Bastreghi, cantautrice e polistrumentista italiana
- 1977 - Bian Jun, ex calciatore cinese
- 1977 - Roberto Brown, ex calciatore panamense
- 1977 - Jimmy Cundasami, ex calciatore mauriziano
- 1977 - Paul Korir, ex mezzofondista keniota
- 1977 - Michele Maggioli, ex cestista italiano
- 1977 - Lester Moré, ex calciatore cubano
- 1977 - Abram Nteo, ex calciatore sudafricano
- 1977 - Lana Parrilla, attrice statunitense
- 1978 - Jonathan Holland, ex calciatore maltese
- 1978 - Leon Kantelberg, ex calciatore olandese
- 1978 - Tom King, fumettista e scrittore statunitense
- 1978 - David Kramer, attore, regista e sceneggiatore tedesco
- 1978 - Matt Mitrione, artista marziale misto e ex giocatore di football americano statunitense
- 1978 - Jurij Nikitin, ginnasta ucraino
- 1978 - Dave Parker, tastierista statunitense
- 1978 - Andrea Regazzoni, fondista di corsa in montagna italiano
- 1978 - Stephan Schreck, ex ciclista su strada, pistard e dirigente sportivo tedesco
- 1978 - Greg Sestero, attore e modello statunitense
- 1978 - Steve Thompson, rugbista a 15 e allenatore di rugby a 15 britannico
- 1978 - Carlos de Austria, attore e cantante spagnolo
- 1979 - Laura Benanti, attrice e cantante statunitense
- 1979 - Lyriq Bent, attore canadese
- 1979 - Pëtr Bystrov, ex calciatore russo
- 1979 - Boubacar Diarra, ex calciatore maliano
- 1979 - Cristian Fernández, ex calciatore argentino
- 1979 - Travis Fimmel, supermodello e attore australiano
- 1979 - Alexander Frei, allenatore di calcio e ex calciatore svizzero
- 1979 - Diego García, ex cestista argentino
- 1979 - Václav Kalina, calciatore ceco
- 1979 - Martin Marinac, allenatore di sci alpino e ex sciatore alpino austriaco
- 1979 - Mario Pisanti, pugile italiano
- 1979 - Angus Sampson, attore australiano
- 1979 - Reinier Suárez, schermidore cubano
- 1980 - Paolo Bailetti, ex ciclista su strada italiano
- 1980 - Jordi Benet, ex calciatore andorrano
- 1980 - Chris Denorfia, ex giocatore di baseball statunitense
- 1980 - Tosin Dosunmu, ex calciatore nigeriano
- 1980 - Cédric Ferchaud, cestista francese
- 1980 - Roger González, attore e conduttore televisivo messicano
- 1980 - Grouper, musicista statunitense
- 1980 - Peter Johansen, ex cestista danese
- 1980 - Bruno Mbanangoyé, ex calciatore gabonese
- 1980 - Andrea Perroni, attore e comico italiano
- 1980 - Jasper Pääkkönen, attore finlandese
- 1980 - Yorick Treille, allenatore di hockey su ghiaccio e ex hockeista su ghiaccio francese
- 1980 - Mike Zambidis, artista marziale, kickboxer e thaiboxer greco
- 1981 - Lowell Bailey, ex biatleta statunitense
- 1981 - José María Calvo, ex calciatore argentino
- 1981 - Simone Cotani, ex cestista italiano
- 1981 - Alou Diarra, allenatore di calcio e ex calciatore francese
- 1981 - Annemiek de Haan, canottiera olandese
- 1981 - Monametsi Kelebale, ex calciatore botswano
- 1981 - Taylor Kinney, attore e modello statunitense
- 1981 - Davide Massa, arbitro di calcio italiano
- 1981 - Bree Mills, attrice pornografica statunitense
- 1981 - Kerry O'Flaherty, siepista irlandese
- 1981 - Peter Odemwingie, ex calciatore russo
- 1981 - Qu Bo, ex calciatore cinese
- 1981 - Sébastien Rosseler, ex ciclista su strada belga
- 1981 - Albert Sala, hockeista su prato spagnolo
- 1981 - Marius Stankevičius, allenatore di calcio e ex calciatore lituano
- 1981 - Oksana Zubkovs'ka, atleta paralimpica ucraina
- 1981 - Norhafiz Zamani Misbah, calciatore malese
- 1982 - Laura Chiatti, attrice, modella e cantante italiana
- 1982 - Maksym Chvorost, schermidore ucraino
- 1982 - Leandro Delgado, ex calciatore cileno
- 1982 - Cristian Dănălache, ex calciatore rumeno
- 1982 - Meinhard Erlacher, ex snowboarder italiano
- 1982 - Jerónimo Figueroa Cabrera, ex calciatore spagnolo
- 1982 - Aleksandr Grebënkin, cosmonauta russo
- 1982 - Milorad Janjuš, allenatore di calcio e ex calciatore serbo
- 1982 - Philippe Montandon, ex calciatore svizzero
- 1982 - Oh Seung-hwan, giocatore di baseball sudcoreano
- 1982 - Alan Pérez, ex ciclista su strada spagnolo
- 1982 - Yessica Ramírez, modella messicana
- 1982 - Sinan Sofuoğlu, pilota motociclistico turco († 2008)
- 1982 - Carl Espen, cantante norvegese
- 1982 - Neemia Tialata, rugbista a 15 neozelandese
- 1982 - Aída Yéspica, modella, showgirl e attrice venezuelana
- 1983 - Terence Dials, ex cestista statunitense
- 1983 - Nicola Ferrari, allenatore di calcio e ex calciatore italiano
- 1983 - Alek Glebov, allenatore di sci alpino e ex sciatore alpino sloveno
- 1983 - Ol'ga Graf, pattinatrice di velocità su ghiaccio russa
- 1983 - Mike Hawkins, giocatore di football americano statunitense
- 1983 - Kim Myong-won, calciatore nordcoreano
- 1983 - Cristián Muñoz, calciatore cileno
- 1983 - Hiro Murai, regista, produttore cinematografico e attore giapponese
- 1983 - Heath Slater, wrestler statunitense
- 1983 - Melissa Sneekes, modella olandese
- 1983 - Pāvels Veselovs, ex cestista lettone
- 1984 - Édgar Barreto, ex calciatore paraguaiano
- 1984 - Nikolaj Chrenkov, bobbista russo († 2014)
- 1984 - Dominique Coleman, ex cestista statunitense
- 1984 - Andrea Cristiano, ex calciatore italiano
- 1984 - Michaël Fabre, ex calciatore francese
- 1984 - Ayana Tsubaki, personaggio televisivo e modella giapponese
- 1984 - David Jandl, ex cestista austriaco
- 1984 - Jéferson, ex calciatore brasiliano
- 1984 - Živko Milanov, allenatore di calcio e ex calciatore bulgaro
- 1984 - Lars Øvrebø, calciatore norvegese
- 1984 - Linn Jørum Sulland, pallamanista norvegese
- 1984 - Rustam Totrov, lottatore russo
- 1984 - Morris Trachsler, hockeista su ghiaccio svizzero
- 1984 - Erald Turdiu, ex calciatore albanese
- 1984 - Zhu Zhu, attrice e cantante cinese
- 1984 - Veronika Zuzulová, ex sciatrice alpina slovacca
- 1984 - Fernanda da Silva, pallavolista brasiliana
- 1984 - Mackaz, bassista giapponese
- 1985 - Sif Atladóttir, calciatrice islandese
- 1985 - Sergej Čepčugov, ex calciatore russo
- 1985 - Benjamin Lemaire, produttore cinematografico, sceneggiatore e regista francese
- 1985 - Igor Jurković, kickboxer, thaiboxer e artista marziale misto croato
- 1985 - Tomer Kapon, attore israeliano
- 1985 - Riley Mason, ex attrice pornografica statunitense
- 1985 - Chris Oliver, ex cestista statunitense
- 1985 - Inés Palombo, modella e attrice argentina
- 1985 - Graziano Pellè, ex calciatore italiano
- 1985 - Gaia Scodellaro, attrice e ballerina italiana
- 1985 - Burak Yılmaz, allenatore di calcio e ex calciatore turco
- 1986 - Arif, rapper norvegese
- 1986 - Leif Arrhenius, discobolo e pesista svedese
- 1986 - Ari Aster, regista, sceneggiatore e produttore cinematografico statunitense
- 1986 - Tina Bachmann, biatleta tedesca
- 1986 - Ezequiel Cruz, pallavolista portoricano
- 1986 - Sergio Prendes, ex calciatore spagnolo
- 1986 - Missy Martinez, attrice pornografica statunitense
- 1986 - Alex Merlim, giocatore di calcio a 5 brasiliano
- 1986 - Mishael Morgan, attrice trinidadiana
- 1986 - Nicholas Otaru, ex calciatore finlandese
- 1986 - Cynthia Uwak, calciatrice nigeriana
- 1986 - Rubén Zamponi, ex calciatore argentino
- 1987 - Yahya Abdul-Mateen II, attore statunitense
- 1987 - Cristian Cigan, calciatore rumeno
- 1987 - Stanisław Drzewiecki, pianista e compositore russo
- 1987 - Tony Easley, ex cestista statunitense
- 1987 - Daniel Gołębiewski, ex calciatore polacco
- 1987 - Ji Cheng, ex ciclista su strada cinese
- 1987 - Fredric Jonson, ex calciatore svedese
- 1987 - Kang Soo-il, calciatore sudcoreano
- 1987 - Josh Mayo, ex cestista statunitense
- 1987 - Sven Michel, calciatore tedesco
- 1987 - Kazuyasu Minobe, schermidore giapponese
- 1987 - Yūki Nagasato, ex calciatrice giapponese
- 1987 - Jun'ya Tanaka, ex calciatore giapponese
- 1988 - Aimee Carrero, attrice statunitense
- 1988 - Roman Dolidze, artista marziale misto georgiano
- 1988 - Shkëlzen Gashi, ex calciatore svizzero
- 1988 - Luis Ibáñez, calciatore argentino
- 1988 - Franco Jara, calciatore argentino
- 1988 - Maiko Kanō, ex pallavolista giapponese
- 1988 - Renata Knapik-Miazga, schermitrice polacca
- 1988 - Jan Koprivec, calciatore sloveno
- 1988 - Éloyse Lesueur, lunghista francese
- 1988 - Jarrell Miller, pugile statunitense
- 1988 - Pavel Njachajčyk, ex calciatore bielorusso
- 1988 - Antonella Paoletti, calciatrice italiana
- 1988 - Pavel Ponkratov, scacchista russo
- 1988 - Diego Roncaglio, giocatore di calcio a 5 brasiliano
- 1988 - Tristan Tate, ex kickboxer e personaggio televisivo statunitense
- 1988 - Onalethata Tshekiso, ex calciatore botswano
- 1988 - Benji Villalobos, calciatore salvadoregno
- 1988 - Monica Wright, ex cestista, allenatrice di pallacanestro e dirigente sportiva statunitense
- 1988 - Uladzimir Čapelin, ex biatleta bielorusso
- 1989 - Serena Bona, cestista italiana
- 1989 - Jana Gantnerová, ex sciatrice alpina slovacca
- 1989 - Peter Gojowczyk, ex tennista tedesco
- 1989 - Alisa Klejbanova, ex tennista russa
- 1989 - Yessy Mena, calciatore colombiano
- 1989 - Masaki Miyasaka, ex calciatore giapponese
- 1989 - Stefano Muroni, attore e sceneggiatore italiano
- 1989 - Anthony Randolph, ex cestista statunitense
- 1989 - Isaura Santos, cantante e compositrice portoghese
- 1989 - Pascal Schürpf, calciatore svizzero
- 1989 - Diego Ulissi, ciclista su strada italiano
- 1989 - Lala Wane, ex cestista senegalese
- 1989 - Tristan Wilds, attore e cantante statunitense
- 1990 - Rebeca Alemañy, attrice, regista e sceneggiatrice spagnola
- 1990 - Olly Alexander, cantante e attore britannico
- 1990 - Denico Autry, giocatore di football americano statunitense
- 1990 - Barbee, cantante ungherese
- 1990 - Armin Bauer, ex combinatista nordico italiano
- 1990 - Alexander Calvert, attore canadese
- 1990 - Javier Cienfuegos, martellista spagnolo
- 1990 - Tyler Honeycutt, cestista statunitense († 2018)
- 1990 - Damian Lillard, cestista e rapper statunitense
- 1990 - Giedrė Paugaitė, cestista lituana
- 1990 - João Rodrigues, hockeista su pista portoghese
- 1990 - Jacopo Sarto, rugbista a 15 italiano
- 1990 - Burutay Subaşı, pallavolista turco
- 1990 - Sumire, modella, attrice e personaggio televisivo giapponese
- 1991 - Sebastian Andersson, ex calciatore svedese
- 1991 - Christopher Braun, calciatore tedesco
- 1991 - Narcis Bădic, ex calciatore rumeno
- 1991 - Troy Daniels, cestista statunitense
- 1991 - Danilo Luiz da Silva, calciatore brasiliano
- 1991 - Vlastimil Daníček, calciatore ceco
- 1991 - Dennis Donkor, cestista belga
- 1991 - Derrick Favors, cestista statunitense
- 1991 - Yuki Kashiwagi, cantante, attrice e modella giapponese
- 1991 - Sara Krnjić, cestista serba
- 1991 - Eric Larsson, calciatore svedese
- 1991 - Dale Lee, ex calciatore montserratiano
- 1991 - Álex Menéndez, calciatore spagnolo
- 1991 - Youssou Ndoye, cestista senegalese
- 1991 - Tylor Ongwae, cestista keniota
- 1991 - Nuria Párrizas Díaz, tennista spagnola
- 1991 - Cory Remekun, ex cestista statunitense
- 1991 - Shōgo Taniguchi, calciatore giapponese
- 1991 - Evgenij Tiščenko, pugile russo
- 1991 - Eirik Valheim, tuffatore norvegese
- 1991 - Espen Valheim, tuffatore norvegese
- 1991 - Jakub Więzik, calciatore polacco
- 1991 - Michal Šulla, calciatore slovacco
- 1992 - Seiya Andō, cestista giapponese
- 1992 - Brandon Beresford, ex calciatore guyanese
- 1992 - Elena Berta, velista italiana
- 1992 - Petr Buchta, calciatore ceco
- 1992 - Cordell Cato, ex calciatore trinidadiano
- 1992 - Çağla Demir, attrice turca
- 1992 - Mirko Felicetti, snowboarder italiano
- 1992 - Mindaugas Grigaravičius, ex calciatore lituano
- 1992 - Sara Klisura, pallavolista serba
- 1992 - Koharu Kusumi, cantante, attrice e modella giapponese
- 1992 - Vald, rapper francese
- 1992 - Lukas Løkken, attore danese
- 1992 - Kristijan Miljević, calciatore svedese
- 1992 - Khalil Khamis, calciatore emiratino
- 1992 - Yoshinori Mutō, calciatore giapponese
- 1992 - Hiroki Ono, pilota motociclistico giapponese
- 1992 - Matej Poplatnik, calciatore sloveno
- 1992 - Medalion Rahimi, attrice statunitense
- 1992 - Rafael Reis, ciclista su strada portoghese
- 1992 - Porter Robinson, disc jockey, produttore discografico e cantautore statunitense
- 1992 - Quinten Rollins, giocatore di football americano statunitense
- 1992 - Onīsiforos Rousias, calciatore cipriota
- 1992 - Noppon Saengkham, giocatore di snooker thailandese
- 1992 - Strahinja Stojačić, cestista serbo
- 1992 - Vaishali Takkar, attrice indiana († 2022)
- 1992 - Lauren Wicinski, ex pallavolista statunitense
- 1992 - Wayde van Niekerk, velocista sudafricano
- 1992 - Milen Želev, calciatore bulgaro
- 1993 - Rachel Banham, cestista statunitense
- 1993 - Pierre Boda, ex pattinatore di short track australiano
- 1993 - Angelo Chol, cestista sudsudanese
- 1993 - Gianmaria Coccoluto, surfista italiano
- 1993 - Søren Dahl, nuotatore danese
- 1993 - Simone Federici, pugile italiano
- 1993 - Alula Girma, calciatore etiope
- 1993 - Katharine Holmes, schermitrice statunitense
- 1993 - Jaka Hvala, saltatore con gli sci sloveno
- 1993 - Jakub Kiełb, calciatore polacco
- 1993 - Juan Larrea, calciatore argentino
- 1993 - Abdullah Madu, calciatore saudita
- 1993 - Francesco Margiotta, calciatore italiano
- 1993 - Kevin McHattie, calciatore scozzese
- 1993 - Håvard Nielsen, calciatore norvegese
- 1993 - Danilo Tasić, cestista serbo
- 1993 - William Cordeiro Melo, calciatore brasiliano
- 1993 - Gabriel Xavier, ex calciatore brasiliano
- 1994 - Brandon Ashley, cestista statunitense
- 1994 - Paulo Azzi, calciatore brasiliano
- 1994 - Pelin Bilgiç, cestista turca
- 1994 - Misael Bueno, ex calciatore brasiliano
- 1994 - Evan Crooks, attore e modello statunitense
- 1994 - Sarah Desjardins, attrice canadese
- 1994 - Elvisi Dusha, cestista britannico
- 1994 - Mason Dye, attore statunitense
- 1994 - Anthony Limbombe, calciatore belga
- 1994 - Stine Pettersen Reinås, calciatrice norvegese
- 1994 - Stefan Pot, cestista serbo
- 1994 - Jamie Reid, calciatore nordirlandese
- 1994 - Jordan Simmons, giocatore di football americano statunitense
- 1994 - Patryk Stosz, ciclista su strada polacco
- 1994 - Smajl Suljević, calciatore svedese
- 1994 - Amalia Tătăran, schermitrice rumena
- 1994 - Otto Vergaerde, ciclista su strada e pistard belga
- 1994 - Mafille Woedikou, calciatrice togolese
- 1994 - Kelsi Dahlia, ex nuotatrice statunitense
- 1995 - Fitsum Alemu, calciatore etiope
- 1995 - Christine Allado, attrice e cantante filippina
- 1995 - Kennedy Amutenya, calciatore namibiano
- 1995 - Allegra Botteghi, cestista italiana
- 1995 - Dario Caviezel, snowboarder svizzero
- 1995 - Matt Grimes, calciatore inglese
- 1995 - Corentin Jean, calciatore francese
- 1995 - İrfan Kahveci, calciatore turco
- 1995 - Luke Kornet, cestista statunitense
- 1995 - Mauro Manotas, calciatore colombiano
- 1995 - Claudia Muschio, soprano italiano
- 1995 - Solomon Udo, calciatore nigeriano
- 1996 - Husein Balić, calciatore austriaco
- 1996 - Mason Bennett, calciatore inglese
- 1996 - Teddy Bishop, calciatore inglese
- 1996 - Carole Bissig, ex sciatrice alpina svizzera
- 1996 - Ajla Del Ponte, velocista svizzera
- 1996 - Iver Fossum, calciatore norvegese
- 1996 - Munira bint Hamad Al Khalifa, nobildonna bahreinita
- 1996 - Lisa Klein, ciclista su strada e pistard tedesca
- 1996 - Vivianne Miedema, calciatrice olandese
- 1996 - Rodrigo Moreira, calciatore argentino
- 1996 - Giacomo Nicotera, rugbista a 15 italiano
- 1996 - Lorenco Šimić, calciatore croato
- 1996 - Trevor Stines, attore e modello statunitense
- 1996 - Ladislav Takács, calciatore ceco
- 1996 - Vilibald Vuco, calciatore croato
- 1997 - Martín Amuz, calciatore canadese
- 1997 - Naska, cantautore italiano
- 1997 - Andrés Feliz, cestista dominicano
- 1997 - Nastja Govejšek, nuotatrice slovena
- 1997 - Vivien Insam, ex sciatrice alpina italiana
- 1997 - Guillem Jou, cestista spagnolo
- 1997 - Markus Kaasa, calciatore norvegese
- 1997 - Patrick Kpozo, calciatore ghanese
- 1997 - Maycon de Andrade Barberan, calciatore brasiliano
- 1997 - Joseph Mbong, calciatore nigeriano
- 1997 - Shintarō Morimoto, attore e cantante giapponese
- 1997 - Henning Mühlleitner, nuotatore tedesco
- 1997 - Siyabonga Ngezana, calciatore sudafricano
- 1997 - Laura Perin, calciatrice italiana
- 1997 - Michaela Polleres, judoka austriaca
- 1997 - Pablo Siles, calciatore uruguaiano
- 1997 - Jil Teichmann, tennista svizzera
- 1997 - Jody Vangheluwe, calciatrice belga
- 1998 - Jurich Carolina, calciatore olandese
- 1998 - Salieu Ceesay, giocatore di football americano tedesco
- 1998 - Chris Garrett, giocatore di football americano statunitense
- 1998 - Anna Jay, wrestler statunitense
- 1998 - Jimmy Krupka, sciatore alpino statunitense
- 1998 - Alessia Pavese, velocista italiana
- 1998 - JayDaYoungan, rapper statunitense († 2022)
- 1998 - Razak Simpson, calciatore ghanese
- 1998 - Avery Williams, giocatore di football americano statunitense
- 1998 - Damarion Williams, giocatore di football americano statunitense
- 1999 - Manon Bakker, ciclocrossista e ciclista su strada olandese
- 1999 - Mohamed Sobhy, calciatore egiziano
- 1999 - Ivan Djulgerov, calciatore bulgaro
- 1999 - Kenia Os, cantante, imprenditrice e youtuber messicana
- 1999 - Marcel Hoffmeier, calciatore tedesco
- 1999 - Ivania Ortiz, pallavolista portoricana
- 1999 - Tommaso Pobega, calciatore italiano
- 1999 - Josh Roberts, cestista statunitense
- 1999 - Fabrisio Saïdy, velocista francese
- 1999 - David Seger, calciatore svedese
- 1999 - Pietro Sighel, pattinatore di short track italiano
- 1999 - Seda Tutchaljan, ginnasta russa
- 1999 - Wu Fang-hsien, tennista taiwanese
- 1999 - Mehdi Zerkane, calciatore francese
- 1999 - Zhu Dening, atleta paralimpico cinese
- 2000 - Jhon Emerson Córdoba, calciatore colombiano
- 2000 - Joris Delbove, ciclista su strada e ciclocrossista francese
- 2000 - Sefer Emini, calciatore macedone
- 2000 - A.J. Lawson, cestista canadese
- 2000 - Jorgo Pëllumbi, calciatore albanese
- 2000 - Julio Peña Fernández, attore e cantante spagnolo
- 2000 - Amy Rule, rugbista a 15 neozelandese
- 2000 - Paulinho, calciatore brasiliano
- 2000 - Malin Skulstad Sunde, calciatrice norvegese
- 2000 - Olivia Steele Falconer, attrice canadese
- 2000 - Gaël Zulauf, sciatore alpino svizzero
- 2000 - Armin Đerlek, calciatore serbo

## XXI secolo(26)
- 2001 - Vernon Broughton, giocatore di football americano statunitense
- 2001 - Amine El Ouazzani, calciatore marocchino
- 2001 - Jacob Fearnley, tennista britannico
- 2001 - Arian Kastrati, calciatore olandese
- 2001 - Thijs van Leeuwen, calciatore olandese
- 2001 - Essomé Miyem, cestista francese
- 2001 - Alisher Odilov, calciatore uzbeko
- 2001 - Lukas Passrugger, sciatore alpino austriaco
- 2001 - Emanuele Pecorino, calciatore italiano
- 2001 - Giulia Salerno, attrice italiana
- 2002 - Adil Aouchiche, calciatore francese
- 2002 - Tidjany Touré, calciatore francese
- 2002 - Filip Ilie, calciatore rumeno
- 2002 - Fally Mayulu, calciatore francese
- 2002 - Fabrizio Sartori, calciatore argentino
- 2003 - Saeid Esmaeili, lottatore iraniano
- 2003 - Damián García, calciatore uruguaiano
- 2003 - Ryan Gustavo de Lima, calciatore brasiliano
- 2004 - Taichi Fukui, calciatore giapponese
- 2004 - Ricardo Peña, calciatore costaricano
- 2005 - Adrian Blake, calciatore inglese
- 2005 - Shandre Campbell, calciatore sudafricano
- 2005 - Diogo Fevereiro, pallavolista portoghese
- 2006 - Hamidou Makalou, calciatore maliano
- 2007 - Lisandro Piñero, calciatore argentino
- 2008 - Iain Armitage, attore statunitense